# PmWiki
PmWiki es un wiki  escrito en PHP licenciado bajo los términos de la GPL. Fue creado por Patrick R. Michaud.

## Diseño
PmWiki ha sido diseñado para ser fácil de instalar y personalizar para usuarios sin conocimientos avanzados de administración de software en red. También es personalizable y admite extensiones.
El wikitexto comparte similitudes con MediaWiki. El motor de interpretación de marcas es altamente personalizable, permitiendo agregar, modificar o desactivar reglas de marcado, y añadir otros lenguajes de interpretación.

## Características

### Almacenamiento
PmWiki utiliza archivos regulares para almacenar el contenido. Cada página de la wiki se almacena en un archivo en el servidor web. Las páginas se almacenan en formato ASCII y pueden ser editados directamente por el administrador del wiki. 
El software no es compatible con bases de datos en su instalación por defecto. Sin embargo, a través de plugins, puede utilizar bases de datos MySQL o SQLite.
También soporta otros archivos como imágenes o contenido multimedia. Los archivos se pueden cargar para una página en concreto o utilizarse en todo el wiki.

### Estructura
Las páginas wiki se encuentran dentro del espacio "wiki" (o "espacios de nombres"). Aparte de esto existen otros espacios como configuraciones, plug-ins, controles de acceso, skins y la interfaz, también se encuentran los espacios dedicados a la configuración.
De forma predeterminada, PmWiki tiene una organización jerárquica, mediante plugins, es posible tener una estructura plana, u otras estructuras.

### Plantillas
PmWiki ofrece un esquema de plantillas que permite cambiar la apariencia del wiki en funcionalidad y apariencia. 

### Control de acceso
PmWiki permite por defecto controles de acceso a páginas individuales, grupos o todo el wiki.
Se puede aplicar una protección a la lectura, edición, subida de archivos y cambio de contraseñas. 

### Instalación offline
PmWiki también se puede ejecutar sin un servidor web.